# Leptonema displicens
Leptonema displicens är en nattsländeart som först beskrevs av Luisa Eugenia Navas 1935.  Leptonema displicens ingår i släktet Leptonema och familjen ryssjenattsländor. Inga underarter finns listade i Catalogue of Life.